# Kasteel van La Ferté-Saint-Aubin
Het Kasteel van La Ferté-Saint-Aubin (Frans: Château de La Ferté-Saint-Aubin) is gelegen in La Ferté-Saint-Aubin in het departement Loiret in de Franse regio Centre-Val de Loire. Het kasteel is een beschermd historisch monument (monument historique) sinds 1961 en maakt deel uit van de kastelen van de Loire.

## Geografie
Het kasteel bevindt zich 22 km ten zuiden van Orléans, 14 km ten noorden van de Lamotte-Beuvron en 38 km ten noordoosten van het kasteel van Chambord, langs de Route Nationale 20, aan de noordelijke uitrit van de gemeente La Ferté-Saint-Aubin, in de Sologne. De site is bereikbaar via het station van La Ferté-Saint-Aubin met de aansluiting Les Aubrais-Montauban en lijn 5 van de bussen van Ulys.

## Geschiedenis
Aan het einde van de zestiende eeuw werd het kasteel gebouwd in opdracht van Henri de Saint-Nectaire, volgens de plannen van architect Théodore Lefebvre. De bouw werd voortgezet onder zijn zoon, Henri de La Ferté-Senneterre.
Maarschalk Ulrich van Löwendal kocht het in 1748; het werd in beslag genomen van zijn zoon tijdens de Franse Revolutie. François Victor Masséna, zoon van de keizerlijke maarschalk André Masséna, kocht het kasteel terug in 1827.
Jacques Guyot kocht het kasteel in 1987 en stelde het open voor het publiek.

## Beschrijving
Het kasteel is omringd door slotgrachten en bestaat uit twee delen. Het kleine kasteel bevindt zich in het linkse deel van het huidige hoofdgebouw en werd gebouwd tussen 1590 en 1620. Het grote kasteel (grand logis) en de twee bijbehorende paviljoenen die de inkom flankeren dateren uit de zeventiende eeuw.
Het park bestrijkt 40 hectare en werd vanaf 1630 aangelegd als een Franse tuin. Vanaf 1822 werd het omgevormd tot een landschapspark. Uiteindelijk werd het in 1992 heraangelegd naar het voorbeeld van de achttiende eeuw. Het park telt zeven waterpartijen, waaronder de eaux du Cosson. Men vindt er carpinussen, moerascipressen en araucaria’s.
De stallen van het kasteel dateren uit de negentiende eeuw.
In het grote kasteel bevinden zich een inkom, een groot salon, een ruime eetkamer  en een bureau waarachter je de kamer van gravin O’Gorman vindt. De keukens van het kasteel liggen ondergronds. De oranjerie is ingericht als ontvangstzaal.
Het kasteel en het park zijn gedeeltelijk beschermd en behoren deels tot de historische monumenten door de verschillende opeenvolgende besluiten van 28 februari 1944, 29 juli 1961 en 7 maart 1995. Het kasteel is dagelijks te bezichtigen van 10.00 uur tot 18.00 uur.

## Evenementen
Het kasteel vormt het decor voor meerdere evenementen:
- De Plantenfeesten, tijdens het eerste weekend van mei
- De Nocturnes, alle donderdagen en vrijdagen van juli en augustus
- Een brocante in september
- De Open Monumentendagen eind september
- Kerstmis op het Kasteel, de eerste drie weekends van december